# Anneliese Anglberger
Anneliese Anglberger (* 7. August 1972) ist eine ehemalige österreichische Judoka.

## Leben
Sie kämpfte für den Asahi Mattighofen und Judoclub Straßwalchen und war ein fester Bestandteil der österreichischen Nationalmannschaft sowie mehrfache österreichische Meisterin.

## Erfolge
Ihr größter Erfolg war der zweite Rang bei den Europameisterschaften in Gdańsk 1994.
- 1. Rang A-tournament Sofia 'Liberation' 1998 -70 kg
- 1. Rang German Open Rüsselsheim 1995 -66 kg
- 2. Rang ASKÖ World Tournament Leonding  1999 -70 kg
- 2. Rang Europameisterschaften Gdańsk 1994 -66 kg
- 2. Rang German Open Rüsselsheim 1994 -66 kg
- 2. Rang German Open Rüsselsheim 1993 -66 kg
- 3. Rang German Open Bonn 1997 -66 kg
- 3. Rang Grand Prix Città di Roma 1997 -66 kg
- 3. Rang Swiss International Basel 1995 -66 kg
- 3. Rang Tournament Fukuoka Japan 1994 -66 kg
- 3. Rang A-Tournament Budapest Bank Cup 1994 -66 kg
- 3. Rang World Masters München 1994 -66 kg
- 3. Rang A-Tournament Sofia 'Liberation' 1992 -66 kg
- 3. Rang A-Tournament Sofia 'Liberation' 1992 -66 kg
- 3. Rang A-Tournament Sofia 'Liberation' 1991 -66 kg
- 3. Rang A-Tournament Sofia 'Liberation' 1990 -66 kg